# Andrable
Der Andrable ist ein Fluss in Frankreich, der in der Region Auvergne-Rhône-Alpes verläuft. Er entspringt knapp im Regionalen Naturpark Livradois-Forez im südöstlichen Gemeindegebiet von Saint-Clément-de-Valorgue, entwässert generell Richtung Südost durch ein schwach besiedeltes Gebiet und mündet nach rund 34 Kilometern im Gemeindegebiet von Bas-en-Basset als linker Nebenfluss in die Ance. Auf seinem Weg durchquert der Andrable die Départements Puy-de-Dôme, Loire und Haute-Loire.

## Orte am Fluss
(Reihenfolge in Fließrichtung)
- La Chapelle-en-Lafaye
- Estivareilles
- Leignecq, Gemeinde Merle-Leignec